# Église Saint-Ange-Mineur de Cagli
L'église Saint-Ange-Mineur de Cagli (en italien, Chiesa di Sant'Angelo Minore) se situe à Cagli, une ville située dans la province de Pesaro et d'Urbino dans les  Marches. 

## Historique
En 1362 la confraternita di Sant'Angelo obtient la concession par le Capitolo Lateranense (« chapitre de Lateran ») pour la construction de l'église et de son hospice.

## Description

### Extérieur
L'église de Saint-Ange mineur de Cagli se situe via Lapis en plein centre historique. À l'entrée principale, l'actuelle loggia de style XVe siècle date de l'an 1560. Légèrement surélevée, avec sa voûte d'arêtes et réalisée en pietra serena, elle possède  trois arches soutenues par des colonnes d'ordre toscan posées sur des piédestaux quadrangulaires.

### Intérieur

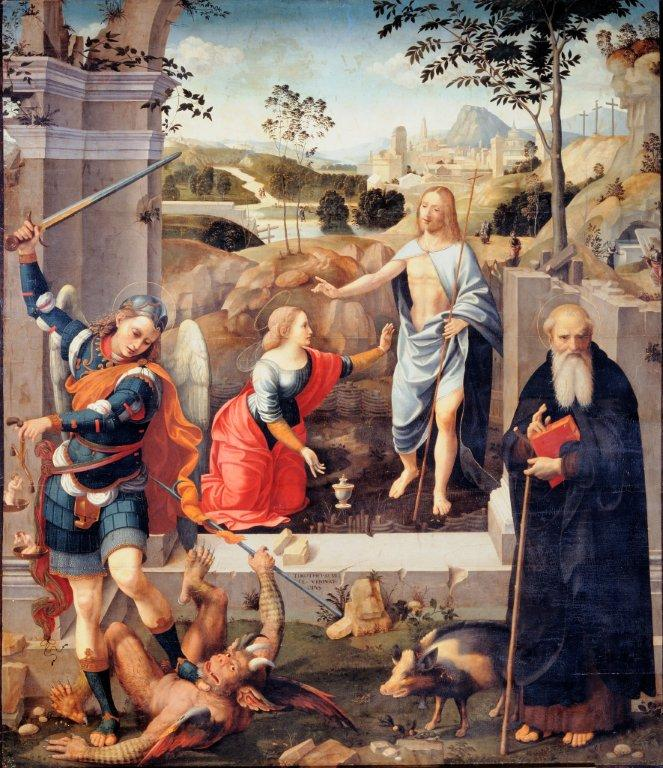
Noli me tangere de Timoteo Viti

Au-delà de la logette et au-dessus de l'entrée principale constituée par un portail d'inclinaison dont la corniche est ciselée, se trouve un bas-relief en pierre représentant l'archange Michel terrassant le Démon et les clefs croisées avec la tiare papale indiquent la soumission au chapitre de Lateran. 
L'intérieur de l'église est à une seule nef surmontée d'une voûte en berceau. Le long des parois se trouvent des lésènes avec chapiteaux d'ordre composite ainsi que les bancs. La paroi du fond comporte le maître-autel datant de la première moitié du XVIIe siècle richement décoré de bois laqué et doré composé de trois colonnes. À son centre se trouve le tableau du Noli me tangere, signé « THIMOTHEI DE VITE URBINAT. OPUS ». Il s’agit de l'œuvre la plus importante de Timoteo Viti, élève de Francesco Francia, avec l’œuvre réalisée pour le mausolée des ducs d’Urbino. Le tableau avec une tonalité qui assume une profondeur étincelante avec des tons presque émaillés et des personnages à l'influence évidente de Raphaël est défini par Vittorio Sgarbi « un chef-d'œuvre sublime qui apparaît dans cet oratoire de petite taille comme une vision. ». Cette œuvre de Viti (aux côtés de Raphaël lors d’ì'importantes entreprises) a été datée par Cuppini Sassi de 1504.
Dans le tympan saint Charles Borromée et en face de lui la statue en carton-pâte de L'Immaculée Conception, réalisée en 1763 par un artiste napolitain. 
Entre des corniches en stuc, se trouvent les images des saints André, Paul et Pierre. 
Au-dessus de la porte d'entrée se trouve un orgue datant du XVIIIe siècle.

### Œuvres
- Noli me tangere (1504) de Timoteo Viti

## Sources
- Voir liens externes